# Čestmír Amort
Čestmír Amort (21. března 1922 Nový Knín – 26. července 2013 Praha) byl český historik. Byl pracovníkem Československé akademie věd a katedry historie na Filosofické fakultě Univerzity Karlovy. Ve svém výzkumu se věnoval zejména československo-sovětským vztahům, druhé světové válce a dějinám Bulharska. Jeho dílo se v 60. letech 20. století stalo terčem kritiky z neprofesionality.

## Život
Vystudoval dějiny a obecnou archeologii na Filosofické fakultě Karlovy univerzity a po válce byzantské a bulharské dějiny na univerzitě v Sofii. Zapojil se do protifašistického odboje, za což byl vyznamenán Československým válečným křížem 1939 (v roce 1946, jako jeden z „představitelů revolučního hnutí mládeže z dob okupace“), Řádem Slovenského národního povstání ad.
Po druhé světové válce se profiloval jako přední a komunistickým režimem protežovaný odborník na protifašistický odboj. Udržoval kontakty se sovětským velvyslanectvím a vyzdvihoval své kontakty se sovětskou tajnou službou KGB. Působil v Ústavu dějin socialistických zemí Československé akademie věd a na FF UK v Praze. Byl blízkým spolupracovníkem předního režimního historika Václava Krále.
Jeho metody práce se v roce 1962 staly terčem kritiky mladých historiků kolem Karla Bartoška a Jana Křena, kteří poukázali na problematickou úroveň práce s informacemi v publikaci Partyzáni na Podbrdsku. Amort v ní vycházel z partyzánských kronik, do kterých však sám vpisoval vlastní texty, kterými dokládal obsah svých publikací. Výsledkem sporu bylo v roce 1964 Amortovo vyloučení z Výboru pro dějiny protifašistického odboje.

## Dílo (výběr)
- Tajemství vyzvědače A-54 : z neznámých aktů druhého oddělení (1965)
- Heydrichiáda (1965)
- Kutuzov a Napoleon na Moravě (1971)
- Dějiny Bulharska (1980)